# Torre del Oro
Torre del Oro (slovensko Zlati stolp) je dvanajstkotni vojaški opazovalni stolp iz 13. stoletja. Stoji v Sevilli, na levem bregu reke Guadalquivir v južni Španiji. Danes je v njem Pomorski muzej.
Stolp je znan po svojem zlatem sijaju, po katerem je dobil tudi ime. Ob zadnji restavraciji, leta 2005, so znanstveniki odkrili ostanke mešanice apnene malte in stisnjene slame. Do takrat je namreč zlati lesk bil tema raznih mitov. Zlati sij so nekateri pripisovali strehi s ploščicami, ki naj bi odbijala sončne žarke, ali pa zakladom, ki jih je kralj Peter I. Kastiljski (Pedro I.) hranil v stolpu.
Stolp meri skoraj 37 metrov in se deli na tri dele različnih velikosti. Spodnje telo ima dvanajstkotni tloris. V drugem delu se dvanajstkotna oblika ponovi, le da je veliko ožja. Najvišje nadstropje je krožnega tlorisa, ki ga krona zlata kupola. Zanimivo je, da je vsaka raven bila zgrajena v različnih obdobij.

## Zgodovina
Prvotno je bil pod arabsko vlado postavljen le spodnji del. Zgrajen je bil pod vlado almohadskega guvernerja Abu-I-Ula med letoma 1220 in 1221 kot stražni stolp. Postavljen je na strateškem položaju, od koder so lahko branili mesto ter pristanišče. Bil je del obzidja. Poleg obrambe je služil tudi za nadzor plovbe po reki in zaščito pred sovražnimi ladjami. Od stolpa do nasprotnega brega reke naj bi bila napeljana veriga, namenjena preprečevanju prehoda sovražnim ladjam. Verigo je v času rekonkviste, leta 1248, uspela prebiti flota admirala Ramóna de Bonifaza in s tem osvobodila mesto arabske oblasti. Ta podvig je ovekovečen tudi na grbu Kantabrije in nekaterih mest, kot so Avilés, Santander ali Castro Urdiales.
Stolp je po krščanski osvojitvi Seville izgubil obrambno funkcijo in se uporabljal kot kapela, posvečena nekdanjemu nadškofu mesta Izidorju Seviljskemu.
Spodnjemu delu so v 14. stoletju, po ukazu Petra I. Kastiljskega, dozidali še drugi del. Stolp je svojo končno obliko dobil šele leta 1760, ko je vojaški inženir Sebastián Van der Borcht dodal še zgornji del s kupolo.
Tekom stoletij je stolp služil tudi kot zapor za pripadnike plemstva, skladišče smodnika ter urad luške kapitanije in mornariškega poveljstva.

### Pomorski muzej
Od leta 1944 je v njem Pomorski muzej. Muzej zaobjema dve nadstropji ter panoramsko teraso z razgledom na mesto. V njem so razstavljeni zgodovinski navtični pripomočki, modeli zgodovinskih ladij, navigacijske karte in dokumenti, ki prikazujejo zgodovino španske armade, in tudi Magellanovo potovanje okoli sveta. Razstavljena je tudi kopija gravure Johannesa Janssoniusa iz Seville iz leta 1617, na kateri je upodobljeno obzidano mesto, na njej pa je viden tudi stolp.

## Galerija
- Charles Clifford - El Guadalquivir, la Torre del Oro, Sevilla (ca 1862)
- David Roberts - The Guadalquivir and the Golden Tower (c. 1832)